# Nobres
Nobres is een gemeente in de Braziliaanse deelstaat Mato Grosso. De gemeente telt 15.315 inwoners (schatting 2009).

## Geboren
- Fábio Deivson Lopes Maciel (1980), voetballer
- Rogério Oliveira da Silva (1998), voetballer